# C12H9N3O4
C12H9N3O4（摩尔质量：259.318 g/mol）可以指：
- 偶氮紫，CAS号：74-39-5
- 2,4-二硝基二苯胺，CAS号：961-68-2
- 4,4-二硝基二苯胺，CAS号：1821-27-8
- 2,2'-二硝基二苯胺，CAS号：18264-71-6

|  | 这个同类索引页列出了具有相同分子式的化学物（即同分異構體）条目。 除非您是有意链接至本页，否则应将相应条目的内部链接指向正确的条目。 |